# Neculai Țaga
Neculai Țaga est un rameur roumain né le 12 avril 1967 à Avrămești.

## Biographie
Aux Jeux olympiques d'été de 1992 à Barcelone, Neculai Țaga remporte la médaille d'or en quatre avec barreur et la médaille de bronze en deux avec barreur. Il est médaillé d'or en quatre avec barreur aux Championnats du monde d'aviron 1993, médaillé d'argent en deux avec barreur aux Championnats du monde d'aviron 1996 et aux Championnats du monde d'aviron 2000, médaillé de bronze en huit aux Championnats du monde d'aviron 1998 et médaillé de bronze en quatre avec barreur aux Championnats du monde d'aviron 1999. 